# Ґебня
Ґебня (пол. Giebnia, нім. Wiesenfelde) — село в Польщі, у гміні Пакосць Іновроцлавського повіту Куявсько-Поморського воєводства.
Населення — 68 осіб (2011).
У 1975-1998 роках село належало до Бидгоського воєводства.

## Демографія
Демографічна структура станом на 31 березня 2011 року:
|          | Загалом | Допрацездатний вік | Працездатний вік | Постпрацездатний вік |
| -------- | ------- | ------------------ | ---------------- | -------------------- |
| Чоловіки | 25      | 5                  | 17               | 3                    |
| Жінки    | 43      | 10                 | 25               | 8                    |
| Разом    | 68      | 15                 | 42               | 11                   |